# サッカーサージエイス代表
サッカーソジェー代表（サッカーソジェーだいひょう）は、ソジェー共和国サッカー協会により編成されるソジェー共和国（フランスドゥー県とスイスの境に位置するミクロネーション。英語読みで「サージエイス」）のサッカーのナショナル選抜チームである。ソジェー共和国は国ではないため、FIFA及び、UEFAに加盟していない。よって、ワールドカップ、EUROに参加できず、他のチームとの対戦も、国際Aマッチとは認められない。
NF-Boardの正会員に加盟しているが、2014年1月現在、ナショナルチームとの対外試合を1戦も行っていない。